# 洛恩·卢默
洛恩·卢默（英語：Lorne Loomer，1937年3月11日—2017年1月1日），加拿大男子赛艇运动员。他曾代表加拿大参加1956年和1960年夏季奥林匹克运动会赛艇比赛，获得一枚金牌和一枚银牌。